# Jurij Kindzerski
Jurij Iwanowycz Kindzerski (ukr. Юрій Іванович Кіндзерський, ur. 26 sierpnia 1968 w Dobromilu) – ukraiński biznesmen i działacz sportowy, właściciel i prezes klubu piłkarskiego FK Lwów.

## Życiorys
W 1989 ukończył studia w Kijowskim Handlowo-Ekonomicznym Instytucie. W 1992 wybrany na stanowisko dyrektora Państwowo-Komunalnego Przedsiębiorstwa "RMT". W 1994 objął stanowisko Przewodniczącego ZAT "RMT", w którym pracował do 1998. W 2001 zaangażował się w pracę w branży ubezpieczenia. W 2001 ukończył drugie studia w Narodowej Akademii Prawa Ukrainy im. Jarosława Mudrego. Od stycznia 2006 Przewodniczący Zarządu ZAT "Ukraińska Kompania Ubezpieczeń "Kniaża"
Jako działacz sportowy zaangażował się w pracę w FK Lwów. W maju 2006 został wybrany jego honorowym prezesem. 
Żonaty, wychowuje syna i córkę.